# Noord-Hollandse Auto-Dienst Onderneming "Bergen-Binnen"
De Noord-Hollandse Auto-Dienst Onderneming 'Bergen-Binnen' (NHADO) te Bergen (Noord-Holland), in 1955 omgezet in een naamloze vennootschap met de officiële naam N.V. Noord-Hollandse Maatschappij tot Exploitatie van Autobusdienstondernemingen 'Bergen-Binnen', was een bedrijf dat van 1924 tot 1971 openbaar vervoer per autobus onderhield in de streek tussen Alkmaar en de Noordzeekust in de Nederlandse provincie Noord-Holland.

## Geschiedenis
Het vervoer tussen Alkmaar en Bergen Binnen werd sinds 1905 verzorgd door de tramlijn Alkmaar – Bergen, die in 1909 verlengd werd naar Bergen aan Zee. Vanaf 1918 was de lijn in handen van de HSM en na 1921 van de NS. Daarnaast ontstond in de jaren na 1920 een wildgroei van kleine particuliere busbedrijven, die elkaar heftig beconcurreerden. Chauffeurs die bij de ene firma ontslagen waren, stichtten zelf een volgende en zo waren er rond 1925 negen vervoerders actief, van wie de meeste al snel weer verdwenen. De enige busondernemingen die na de definitieve vergunningverlening in 1929 konden voortbestaan, waren die van A. Schalkwijk te Bergen (lijn Alkmaar – Bergen) en Jb. de Jong te Schoorl (lijn Alkmaar – Schoorl – Groet – Camperduin). De laatste kreeg tussen Alkmaar en Bergen een vervoersverbod opgelegd ten gunste van Schalkwijk. In 1940 werden beide ondernemers het eens over verkoop van het bedrijf van De Jong aan Schalkwijk, die voortaan kon doorrijden naar Camperduin.
Schalkwijk noemde zijn bedrijf Luxe DAAG Auto-Omnibusdienst, omdat hij in 1924, samen met B. Min, begonnen was met twee bussen van het Duitse merk DAAG. Al na twee jaar had hij zijn compagnon uitgekocht en ging hij zelfstandig verder. In 1927 liet hij een garage bouwen aan de Prins Hendriklaan in Bergen, in 1932 vervangen door een modern bedrijfspand in de stijl van de Amsterdamse School. Later gebruikte hij ook de naam Blauwe Bus, maar in 1945 werd de officiële benaming Noord-Hollandse Auto-Dienst Onderneming "Bergen-Binnen", afgekort NHADO.
Na de bevrijding bleek al spoedig dat de NS-stoomtramlijn Alkmaar – Bergen aan Zee (in de volksmond Bello) geen toekomst had. In de jaren 1953-1955 werd de dienst alleen nog in het drukke zomerseizoen onderhouden, maar in laatstgenoemd jaar werd de lijn definitief opgeheven. Het vervoer viel toe aan de NHADO, die werd omgezet in een naamloze vennootschap waarin de NS 50% van de aandelen nam. De andere 50% bleef in handen van de familie Schalkwijk. Sommige van de Leyland- en DAF-bussen met carrosserieën van Den Oudsten en Verheul werden via de NS-inkooporganisatie aangeschaft, hoewel de NHADO een zelfstandig bedrijf was en bleef.
De uitbreiding had een keerzijde. Voor het drukke strandvervoer naar de badplaatsen Bergen aan Zee en Camperduin en voor het touringcarvervoer had de NHADO een relatief groot aantal bussen en chauffeurs, waarvoor 's winters weinig emplooi was. In feite had dit kleine bedrijf een overschot aan materieel en personeel. Dit werd vooral duidelijk in de late jaren zestig, toen (na een piek in het vervoer rond 1963) de inkomsten van de meeste openbaar-vervoerbedrijven begonnen terug te lopen. De rijksoverheid drong aan op concentraties in het streekvervoer. Ook doordat er na de dood van directeur J.W. Schalkwijk (zoon van de oprichter) geen opvolger was, zag de NHADO zich gedwongen haar zelfstandigheid op te geven.
Op 1 maart 1971 werd de NS volledig eigenaar van de aandelen en ging het bedrijf op in de Nederlandsche Auto Car Onderneming (NACO) te Alkmaar, een 100% dochteronderneming van de NS. Op haar beurt ging de NACO per 1 juli 1972 op in de Noord-Zuid-Hollandse Vervoer Maatschappij NZHVM te Haarlem. Deze ging in 1999 op in Connexxion te Hilversum, dat de buslijnen rond Bergen exploiteert krachtens de gebiedsconcessie Noord-Holland Noord.

## Museumbus
De Stichting Veteraan Autobussen te Aalsmeer bezit een vroegere NHADO-bus van het merk GMC, onderdeel van General Motors. Deze grote, typisch Amerikaanse bus met "standee windows" kwam in 1948 dankzij het Marshallplan naar Nederland en werd aan de NHADO toegewezen. Dit voor Nederland unieke exemplaar, onder de reizigers populair als "de stofzuiger", wordt in Alkmaar in gerestaureerd.